# 静摩擦力
静摩擦力（英語：Stiction）是当相互接触的两个物体相对静止，但是存在着相对运动的趋势时，在接触面之间会产生一个阻碍相对运动的力，这个力就是静摩擦力。
静摩擦力的方向和相对运动趋势的方向相反，但有时我们就不得不靠这个阻力来行动，比如人走路的时候，脚与地面产生静摩擦力，人向后施力，产生一个向前的反作用力，这就是静摩擦力。

## 最大静摩擦力
当外力加大到使物体开始移动的那一瞬间，静摩擦力增大到了最大值，称为最大静摩擦力。在一般情況下，最大静摩擦力与正向力的大小有关，其值要略大于滑动摩擦力，但是有时候人们为了计算方便就认为最大静摩擦力的大小等于滑动摩擦力的大小。在超大正向力的狀況下，最大靜摩擦力與正向力無關，其值為固定值。
與拉力F大小相同、方向相反的做用力，便稱靜摩擦力。
靜摩擦力不一定小於動摩擦力，最大靜摩擦力則略大於動摩擦力，且最大靜摩擦力的大小不會受到外力影響。

## 静摩擦力的大小
静摩擦力的大小只能根据物体现在所处的运动状态（平衡或是加速），由平衡条件和牛顿定律来求解，与正压力无关（与最大静摩擦力不同）。

## 静摩擦力方向的判断
根据“静摩擦力的方向和物体相对运动趋势的方向相反”来判断。在这里我们要先假设没有静摩擦力，物体会向哪个方向运动，则静摩擦力的方向与这一方向相反。
还可以用牛顿第二定律来确定合力的方向，然后再受力分析决定静摩擦力的方向。这方法首先要判断出物体的运动状态，包括速度的方向、加速度的方向等。

## 外部連結
- 编辑「静摩擦力」 （页面存档备份，存于）